# Дамиано, Чезаре
Чезаре Дамиано (итал. Cesare Damiano; род. 15 июня 1948, Кунео) — итальянский профсоюзный активист и политик, министр труда и социального обеспечения Италии (2006—2008).

## Биография
Родился 15 июня 1948 года в Кунео, окончил технический лицей коммерции имени Луджи Эйнауди в Турине вместе с Эльзой Форнеро. Первоначально входил в «группу Il Manifesto», тяготевшей к леворадикальным объединениям, но в 1975 году стал активистом Итальянской коммунистической партии. Будучи функционером Федерации рабочих металлобрабатывающей промышленности (FIOM) и профобъединения ВИКТ, дорос до места председателя Палаты труда в Турине и заместителя главы профсоюза Клаудио Сабаттини, а в 1991 году занял должность национального секретаря профсоюза. В 2001 году порвал с лидером ВИКТ Серджо Кофферати (после провала левоцентристов на парламентских выборах тот добивался избрания национальным секретарём левых демократов Джованни Берлингуэра) и поддержал на съезде в Пезаро кандидатуру Пьеро Фассино, который и возглавил партию.
В 2006 году избран в Палату депутатов Италии и 3 мая 2006 года вошёл во фракцию «Оливковое дерево-Демократическая партия».
С 17 мая 2006 по 8 мая 2008 года являлся министром труда и социального обеспечения во втором правительстве Проди (первые два дня — 17 и 18 мая 2006 года должность именовалась «министр труда и социальной политики»).
В 2008 году переизбран в Палату депутатов, 5 мая вошёл во фракцию Демократической партии, 10 июня 2010 года вошёл в правление фракции.
В декабре 2012 года принял участие в праймериз Демократической партии в Турине за право выдвижения кандидатуры от партии на парламентских выборах в феврале 2013 года и победил, собрав 5998 голосов.
В 2013 году вновь избран в парламент, и 7 мая 2013 года возглавил Комиссию Палаты депутатов по труду.
Сотрудничает в еженедельнике Gli Altri и в итальянской версии Huffington Post. В 2013 году вместе с Пьетро Фоллена и Ваннино Кити развернул кампанию с призывом к сторонникам левых политических убеждений заниматься в первую очередь развитием новых идей, а не дискуссиями вокруг фигуры лидера Демократической партии. На выборах нового национального секретаря в том же году поддержал кандидатуру Джанни Куперло, разойдясь во взглядах со своим прежним союзником Пьеро Фассино, который высказался за Маттео Ренци.
В июне 2015 года вошёл в число 70 парламентариев от ДП, примкнувших к течению «Sinistra è cambiamento» («Левые суть перемена»), которое, не отказывая в поддержке правительству Ренци (в группе состоит действующий министр сельского хозяйства Маурицио Мартина), выдвинуло собственную программу реформ более левого содержания.
На выборы 2018 года пошёл в одномандатном округе в Терни, который по статистике считался надёжным «красным», но остался на третьем месте после правоцентриста Раффаэле Неви (37,45 %) и кандидата Движения пяти звёзд Лучо Риччетти (28,83 %).